# First Date
First Date è il secondo singolo tratto dall'album Take Off Your Pants and Jacket, il penultimo dei blink-182 che uscì nel 2001.
La canzone venne scritta da Tom DeLonge nella stessa notte in cui Mark Hoppus scrisse The Rock Show. Entrambe le canzoni vennero scritte dopo le critiche dei produttori discografici rivolte verso la band a causa della mancanza di pezzi d'impatto da lanciare come singoli nel nuovo album.

## Video musicale
Il video venne diretto dai fratelli Malloy. È ambientato nel 1974 ad El Segundo, California. Nel video i membri della band girano scene esilaranti indossando delle parrucche e vestiti di quel periodo. Il video fu girato in parte a Burnaby ed in parte a Vancouver. Nel DVD The Urethra Chronicles II: Harder Faster Faster Harder vi sono molte scene inedite girate durante la ripresa del video.
Nel video i Blink non usano il loro nome tranne Travis, infatti Tom e Mark si chiamano rispettivamente Boomer e Spaulding. Nel video appare inoltre l'attrice Frances McDormand.
Nel video Travis indossa una maglietta dell'album "Kill 'em all" dei Metallica, album che, nell'anno in cui è ambientato il video ancora non era uscito (quasi un decennio dopo).

## Tracce
CD singolo
1. First Date – 2:51
2. Don't Tell Me It's Over – 2:34
3. Mother's Day – 1:37
4. The Rock Show (Video) – 2:55

## Formazione
- Mark Hoppus – bassista, voce
- Tom DeLonge – chitarrista, voce
- Travis Barker – batterista